# Classe Tench
I sommergibili classe Tench erano i battelli più avanzati tra quelli che prestarono servizio nella US Navy nel corso della Seconda guerra mondiale. Gli esemplari costruiti furono solo soli trentuno dei centoquarantasei progettati per via della fine del conflitto, ma questi battelli rimasero a lungo in servizio nel dopoguerra. Le unità già costruite vennero aggiornate agli standard GUPPY, mentre quelle completate dopo il conflitto vennero costruite direttamente aggiornate a questi standard o aggiornate ai nuovi standard GUPPY.

## Servizio
Le unità di questa classe furono anche le prime ad essere aggiornate agli standard GUPPY, con i sommergibili Odax e Pomodon che furono i primi prototipi di questi aggiornamenti. Successivamente le due unità vennero anche aggiornate agli standard GUPPY II, mentre i sommergibili USS Remora (SS-487), USS Volador (SS-490) e USS Pickerel (SS-524) vennero aggiornati prima agli standard GUPPY II e successivamente agli standard GUPPY III. Gli ultimi due sommergibili, dopo essere stati posti in disarmo, sarebbero entrati a far parte della Marina Militare Italiana. Gli standard GUPPY III facevano a sua volta parte del Programma FRAM.

### Cessioni all'estero
Diverse unità della classe vennero cedute durante la guerra fredda, dopo il loro disarmo a marine di nazioni amiche, nell'ambito del Mutual Defense Assistance Program. L'ultimo sommergibile della Classe Tench è stato in servizio nella marina di Taiwan fino al 18 aprile 2007. Si trattava dell'ex sommergibile americano USS Cutlass (SS-478)che andata in disarmo nel 1971 e successivamente ceduto a Taiwan era stato ribattezzato Hai Shih che in cinese significa leone marino.
I battelli ceduti all'estero vennero così distribuiti:
- Marinha do Brasil - Bahia · Ceará · Rio de Janeiro · Rio Grande do Sul
- Royal Canadian Navy - HMCS Rainbow
- Zhōnghuá Mínguó Hǎijūn - Hai Shih (parte della classe Hai Shih)
- Vasilikón Naftikón - Katsonis
- Marina Militare - Gazzana Priaroggia · Primo Longobardo
- Pak Bahr'ya - Ghazi (ex-USS Diablo)
- Türk Deniz Kuvvetleri - Cerbe · Uluçalireis
- ARV - Picua

## Battelli museo
Alcune unità dopo la radiazione sono stati trasformati in museo; si tratta dei sommergibili USS Torsk e USS Requin negli Stati Uniti, di cui il primo all'interno del porto di Baltimora e il secondo a Pittsburgh in Pennsylvania, ed uno in Turchia, il sommergibile turco TCG Uluçalireis ex USS Thornback utilizzato come museo nel Corno d'oro a Istanbul, che i turchi avevano intitolato a Uluç Alì l'ammiraglio calabrese che combatté nella battaglia di Lepanto al servizio dell'Impero ottomano.

## I sommergibili Tench della Marina Militare
I sommergibili USS Pickerel e USS Volador all'inizio degli anni settanta vennero ceduti dalla United States Navy alla Marina Militare Italiana e, ribattezzati Primo Longobardo (S 501) e Gianfranco Gazzana-Priaroggia (S 502), prestarono servizio fino ai primi anni ottanta costituendo la classe Gazzana-Priaroggia. Queste sono state le prime unità subacquee che hanno preso i loro nomi da comandanti di sommergibili caduti durante la seconda guerra mondiale e decorati di medaglia d'oro al valor militare. Qualche anno prima una corvetta era stata intitolata alla memoria di Salvatore Todaro comandante del Comandante Cappellini e decorato di medaglia d'oro al valor militare che però non era caduto, a differenza di Primo Longobardo e Gianfranco Gazzana Priaroggia, mentre era al comando di un sommergibile.

## Galleria d'immagini

Immagini dei battelli museo
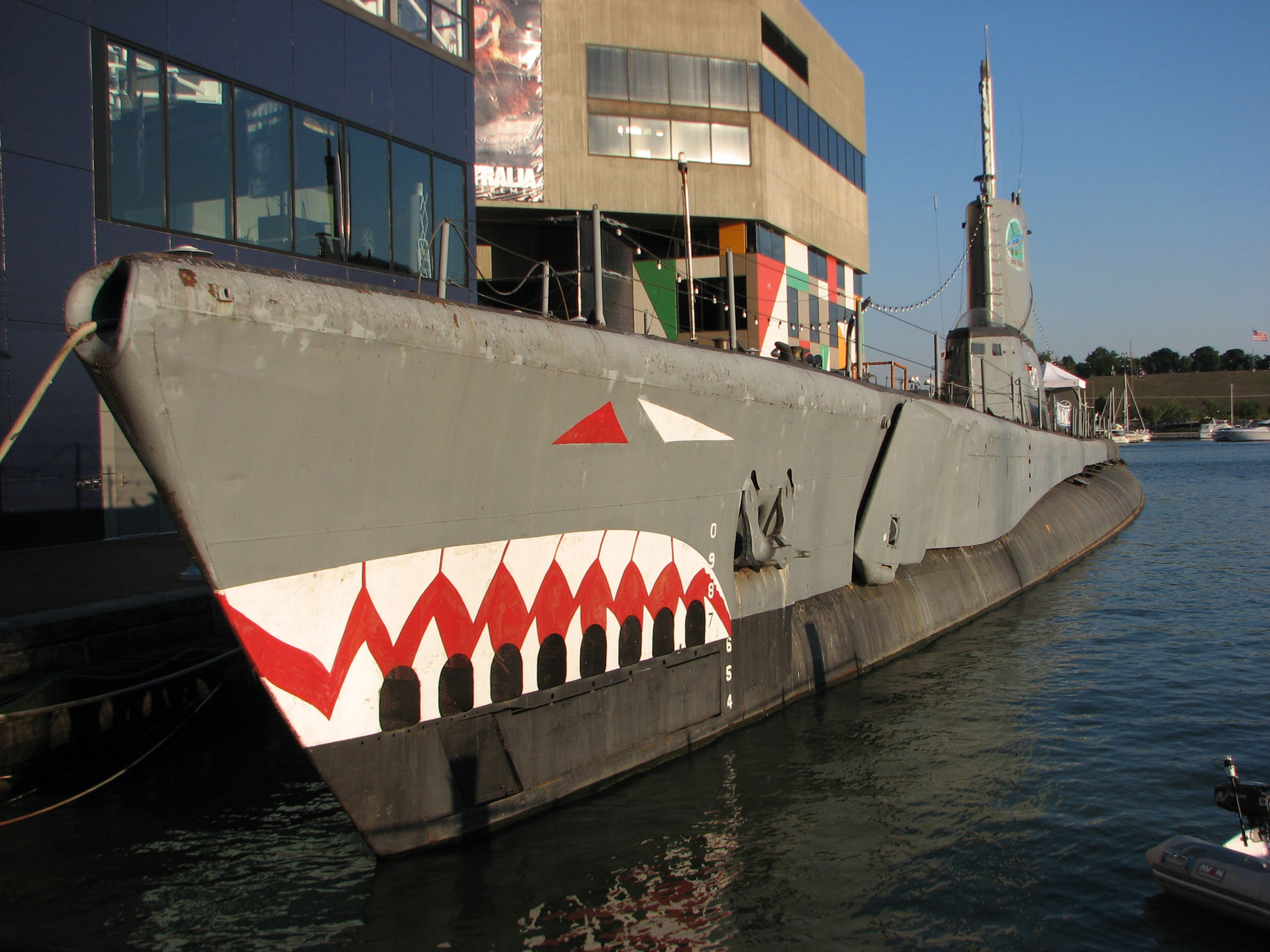
il sommergibile USS Torsk a Baltimora
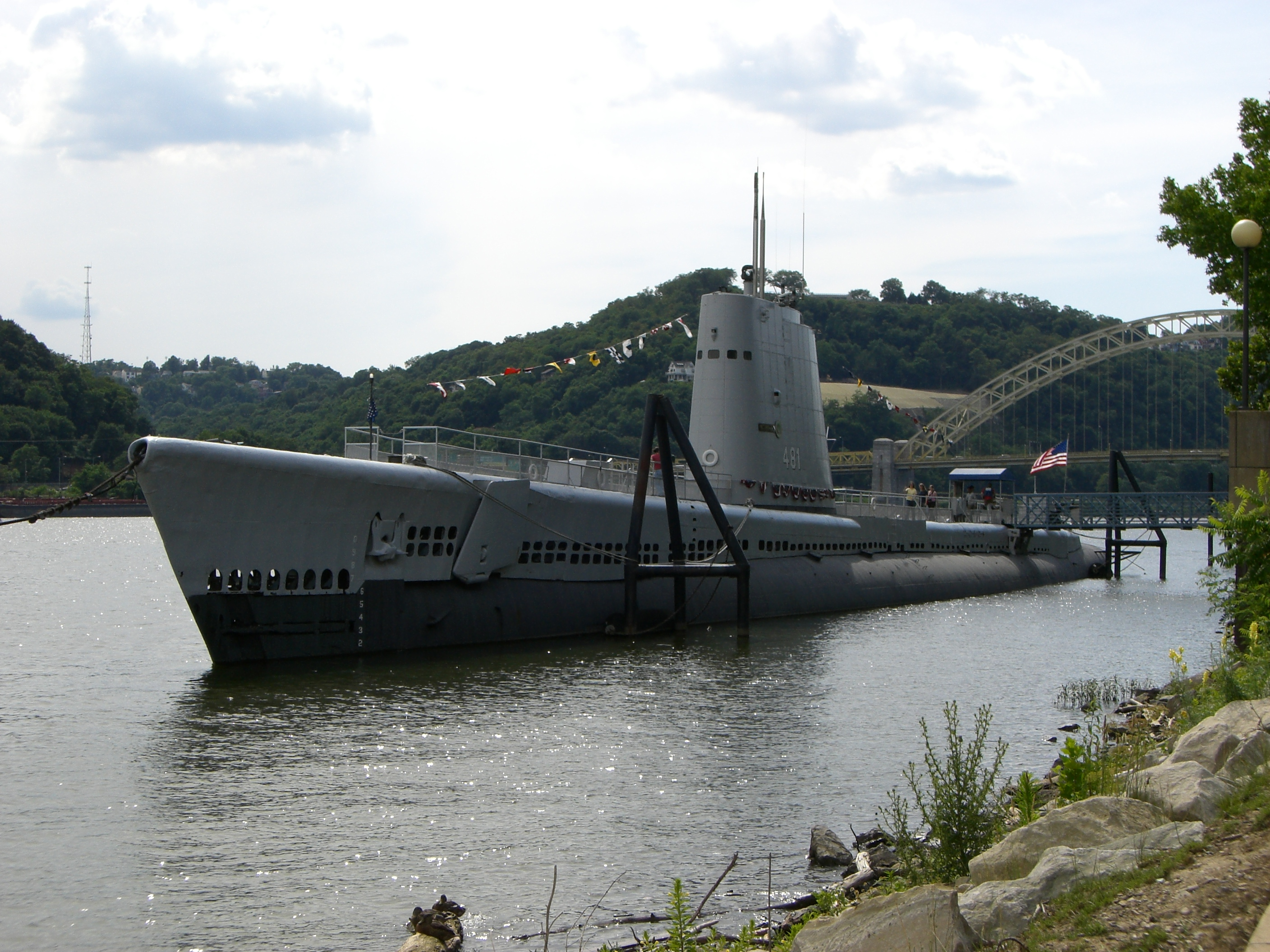
il sommergibile USS Requin a Pittsburgh
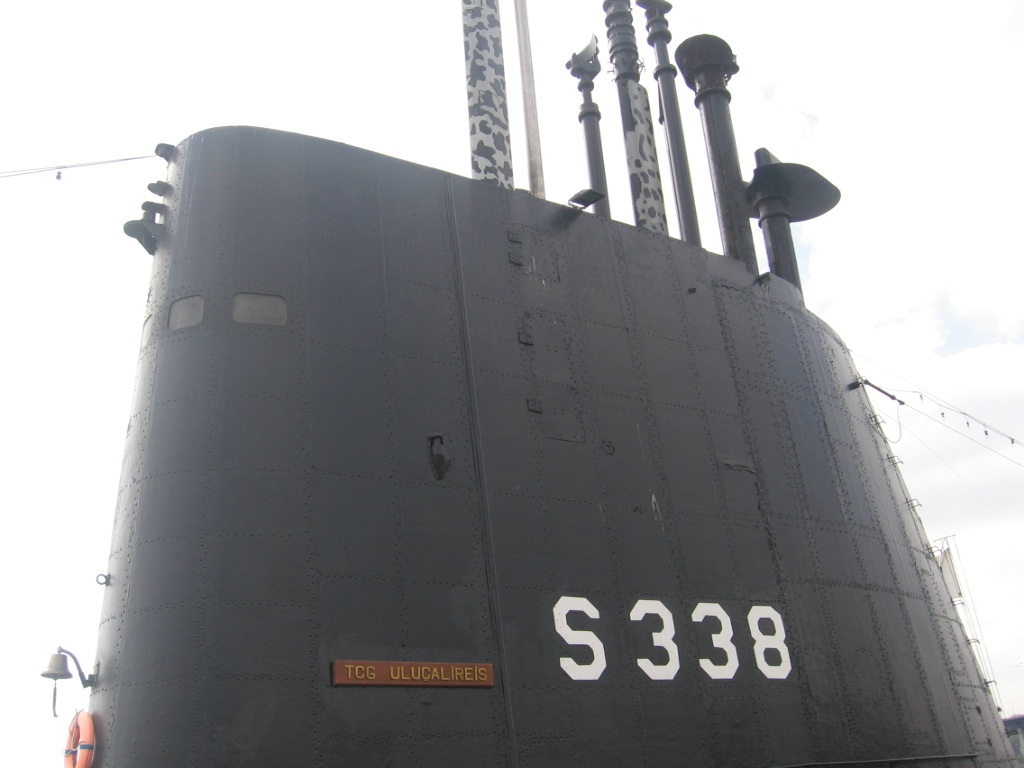
la torretta del sommergibile Uluçalireis
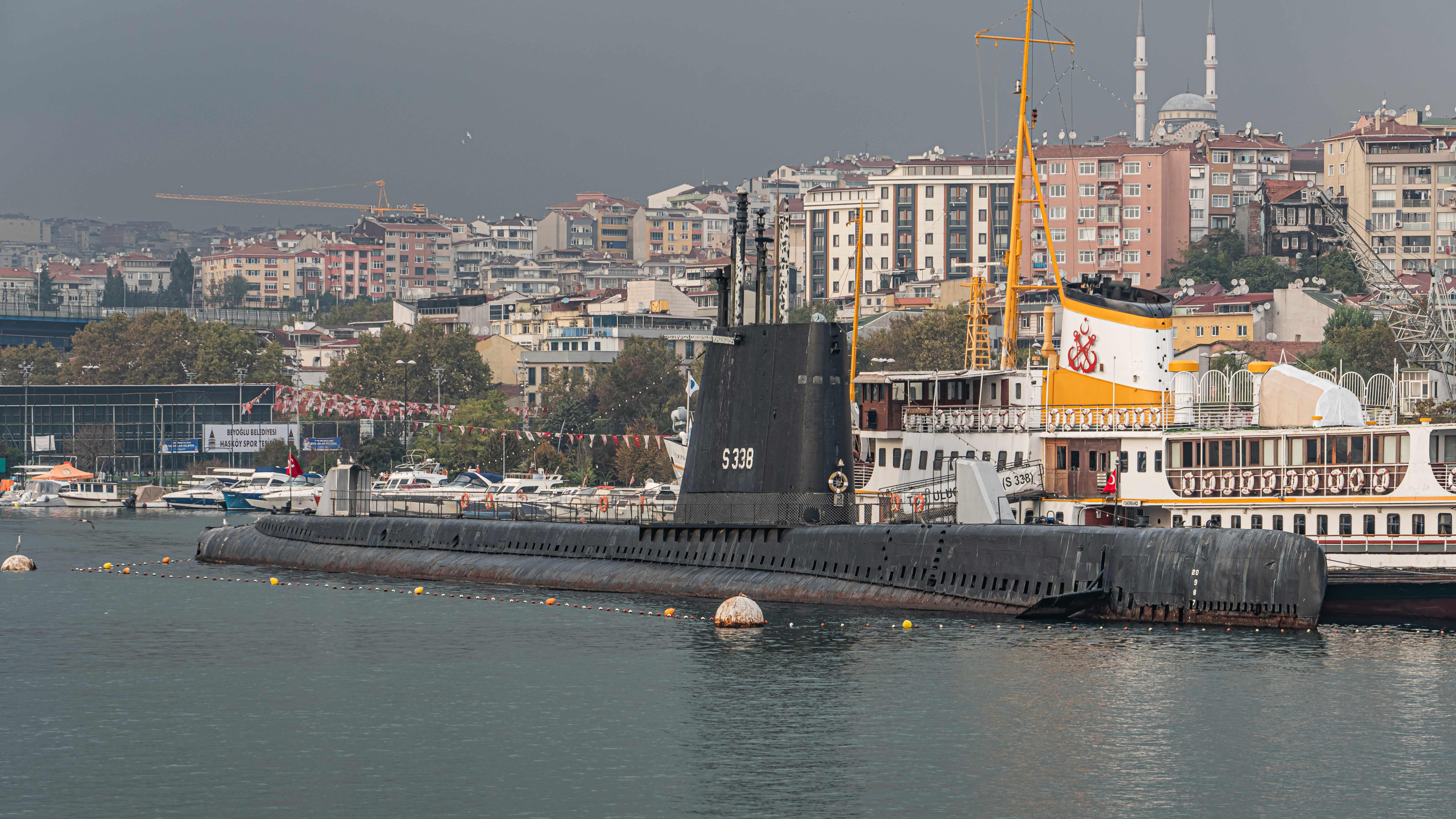
Il sommergibile TCG Uluçalireis (S 338) ex USS Thornback (SS-418) a Istanbul